# Cronache dell'età del bronzo
Cronache dell'età del bronzo (Gods and Warriors) è una saga scritta da Michelle Paver.
La storia, ambientata 3.500 anni fa in Grecia, ha come protagonista Hylas, un giovane Forestiero (cioè nato fuori dai confini di un Villaggio), che, per via della profezia dell'Oracolo, è preda dei famigerati Corvi (guerrieri).
La storia è raccontata da quattro punti di vista:
- Hylas, il protagonista;
- Pirra, la coprotagonista, all'inizio non in simpatia con Hylas ma che poi diventa la sua migliore amica;
- Telamon, il migliore amico di Hylas, che nel corso della trilogia diventa un suo amico-nemico;
- Spirit (libro 1)/Havoc(libro 2+)/Eco(libro 3+), l'animale-guida del romanzo. Spirit è un cucciolo di delfino; Havoc è una cucciola di leone; Eco è una falchetta.

## I libri
1. La voce del delfino, Mondadori 2012; (Gods and Warriors, prima edizione 2012; The Outsiders, seconda edizione 2013)
2. Il leone di Thalakrea, Mondadori 2013; (The Burning Shadow, 2013)
3. L'occhio del falco, Mondadori 2014; (The Eye of the Falcon, 2014)
4. La tomba nel deserto, Mondadori 2015; (The Crocodile Tomb, 2015)
5. Il guerriero, Mondadori ottobre 2016; (Warrior Bronze, 4 agosto 2016)

### La voce del delfino(The Outsiders)
Nel primo libro Hylas, per fuggire dai Corvi, si rifugia (grazie all'aiuto dell'amico Telamon) nell'Isola del Popolo con la Pinna. Qui incontra Pirra, giovane ribelle figlia della Sacerdotessa Yassassara di Keftiu, e Spirit, il delfino che lo guiderà per tutta la storia del romanzo.

### Il leone di Thalakrea(The Burning Shadow)
Nel secondo libro Hylas, una volta tornato in Lykonia, viene fatto schiavo nell'isola di Thalakrea: qui scopre che le miniere dove è schiavo sono comandate dai Corvi. Come se fosse un gioco degli dèi, qui incontra di nuovo Pirra (i due amici si erano lasciati all'Isola del Popolo con la Pinna) e pure Telamon, che già nel primo romanzo si era scoperto un Corvo.
L'animale che guida Hylas in questo romanzo è Havoc, una cucciola di leone.

### L'occhio del falco(The Eye of the Falcon)
Nel terzo libro Hylas, fuggito da Thalakrea dopo che essa è esplosa, si ritrova con gli altri minatori fuggitivi a Keftiu, distrutta dalla Peste. Anche Pirra e Havoc sono qui, che, dopo la distruzione di Thalakrea, sono state messe sulla prima barca per Keftiu (nonostante le proteste della ragazza) da Hylas.
L'animale che guida Hylas in questo romanzo è ancora Havoc, la cucciola di leone; l'animale nuovo (e che dà il titolo al romanzo) è Eco, un falco femmina che, al contrario dei precedenti due, lega con Pirra.

### La tomba nel deserto(The Crocodile Tomb)
Quarta avventura di Hylas e Pirra, per la prima volta fuori dalla Grecia e ambientata in Egitto.
L'animale che guida Hyles in questo romanzo è ancora Havoc, così come per Pirra è Eco. L'animale nuovo (che dà il titolo al libro originale) è un coccodrillo, anche se non rappresenta nessuna guida né vengono raccontati fatti dal tuo punto di vista. Dà semplicemente il titolo al romanzo ed è importante per la "tomba del coccodrillo".